# 송광호 (프로게이머)
송광호(1996년 11월 7일~)는 대한민국의 전직 스타크래프트 II 프로게이머이다. 종족은 프로토스이며, 아이디는 KT.MGW)Aria이다.
2011년 상반기 드래프트에서 웅진 스타즈의 추천 선수로 입단하였다.
2013년 당시 프로리그 로스터에 등록되어있는 선수 중 최연소 선수였다.
2013년 10월 1일 웨이버 선수로 공시되면서 무소속 신분이 되었다. 2014년 SK텔레콤 스타크래프트2 프로리그 2014 4라운드 로스터에서 말소되면서 프로게이머를 은퇴하였다.

## 주요 기록
- 2013년 2013 WCS 코리아 시즌 3 챌린저리그 32강